# Bassecourt
Bassecourt és un municipi suís del cantó del Jura, situat al districte de Delémont.